# Macmillan Publishers

Logo wydawnictwa

Macmillan Publishers – międzynarodowa oficyna wydawnicza, zajmująca się wydawaniem pozycji edukacyjnych, metodycznych, naukowych i popularnonaukowych oraz beletrystyki.

## Historia
Oficyna została założona w roku 1843 w Szkocji przez braci Daniela i Alexandra Macmillanów. Publikowali w niej m.in. Charles Kingsley (1855), Thomas Hughes (1859), Francis Turner Palgrave (1861), Christina Rossetti (1862), Matthew Arnold (1865), Lewis Carroll (1865),  Alfred Tennyson (1884), Thomas Hardy (1886) i Rudyard Kipling (1890). W roku 1964 prezesem firmy był były premier Wielkiej Brytanii Harold Macmillan. W roku 1995 wydawnictwo zostało sprzedane niemieckiej grupie Georg von Holtzbrinck Publishing Group.